# ポフレブィーシチェ
ポフレブィーシチェ（ウクライナ語: Погребище）はウクライナのヴィーンヌィツャ州ポフレブィーシチェ地区にある都市。ローシ川の河岸に位置する。都市の高さは海抜226 mである。面積は8.7 km²。人口は9,209人 (2022年1月1日)。
史料ではロキトニャとして1148年から見られる。1569年に自治権を獲得した。1984年に市制施行された。
市内ではリジェフシカ駅がある。首都キエフまでの直線距離は138 km、車道で173 kmとなっている。州庁所在地までの直線距離は65 km、鉄道で98 km、車道で73.2 kmとなっている。ポフレブィーシチェの日は、7月の最初の土曜日となっている。